# 七塊厝 (臺中市)
七塊厝，是臺灣臺中市后里區的一個傳統地域名稱，位於該區東北部。相較於今日行政區，其範圍大致與泰安里相近。

## 歷史
台灣清治末期，七塊厝地區為一街庄，稱為「七塊厝庄」，隸屬於苗栗三堡。該庄北與公館庄為鄰，東北隔大安溪與鯉魚潭庄為界，東南與石壁坑庄為鄰，南邊為圳藔庄，西南邊為后里庄，西邊一小段與中社庄為界。
1901年（日明治三十四年）11月，全台廢縣廳改設二十廳，該庄隸屬於苗栗廳。1903年（明治三十六年）6月，該庄編入「溪底區」，仍隸屬於苗栗廳。1909年（明治四十二年）10月，全台二十廳合併為十二廳，苗栗廳廢止，溪底區改隸屬於臺中廳。1920年（大正九年），全台地方制度大改正，該庄改制為「七塊厝」大字，隸屬於臺中州豐原郡內埔庄。
戰後內埔庄改制為內埔鄉，隸屬於臺中縣，大字亦改制為村。1950年10月，中、彰、投分治，外埔鄉隸屬不變。1955年，因與屏東縣內埔鄉同名，改名為「后里鄉」。2010年12月，隨著臺中縣、市合併為直轄臺中市，后里鄉改制為后里區，村亦改制為里。

## 聚落
本地區發展較早的聚落為廣興、福興，在日治期初期的官方地圖上已有記載。此外，本地區尚有泰安、番社、頂城、七塊厝、下城等聚落。

## 交通
台鐵山線大致以北北東—南南西走向經過七塊厝地區中部偏西地帶。境內未設站，北側最近的是泰安車站，屬簡易站，僅停靠區間車；南側最近的是后里車站，屬三等站，主要停靠區間車，自強號每日順向停靠兩個車次，逆向停靠三個車次。由此等可前往台鐵沿線各站。其中后里車站是中部區間車主要折返點之一。
省道台13線（三豐路四段）是香山內湖至豐原的幹道，其中尖山至豐原路段俗稱「尖豐公路」，大致以北北東—南南西走向繞大彎轉東南東—西北西走向經過本地區西部凸出部分邊界地帶。由該道路向北北東可前往三義、銅鑼、苗栗等地，向西北西繞大彎轉東南再轉南南西可前往后里市區、豐原並止於省道台3線路口。
區道中28線（重劃東路）是土城至泰安的道路，其東側端點位於本地區東部區道中32線路口。由此向北北西轉北北東再轉西北出境後，可前往公館、新店、土城並止於區道中26線路口。
區道中31線（福興路）是公館至泰安的道路，其東側端點位於本地區東部泰安老街東北側公館圳旁。由此向西南轉西南西再轉西北蜿蜒而行，出境後可前往公館西部並止於區道中32線路口。
區道中31-1線（福美路）是后里至泰安的道路，其西側端點位於本地區西部邊界的省道台13線路口。由此向東蜿蜒而行，可前往本地區中部偏西的區道中31線路口。
區道中32線（安眉路）是尾社至泰安的道路，其東側端點位於本地區東部區道中31線路口。由此向西北蜿蜒而行，出境後可前往公館、中社地區的尾社莊並止於區道中33線路口。

## 學校
- 泰安國小

## 文化資產
- 縱貫鐵路舊山線—泰安車站（市定古蹟）